# Uurainen (sjö i Laukas, Mellersta Finland, Finland)
Uurainen eller Uuraanjärvi är en sjö i Finland. Den ligger i kommunen Laukas i landskapet Mellersta Finland, i den centrala delen av landet, 270 km norr om huvudstaden Helsingfors. Uurainen ligger 99,8 meter över havet. Den är 30,2 meter djup. Arean är 12,99 kvadratkilometer och strandlinjen är 53,24 kilometer lång. Sjön  ingår i Kymmene älvs huvudavrinningsområde.   Den sträcker sig 9,4 kilometer i nord-sydlig riktning, och 4,8 kilometer i öst-västlig riktning.
I övrigt finns följande i Uurainen:
- Hangonsaaret (en ö)
- Talisaari (en ö)
- Selkäsaaret (en ö)
- Lankasaari (en ö)
- Haapasaari (en ö)
- Kotasaari (en ö)
- Kalliosaari (en ö)
- Hiidensaari (en ö)